# Le Mans '66 - La grande sfida
Le Mans '66 - La grande sfida (Ford v Ferrari) è un film del 2019 diretto da James Mangold.
Il film segue le vicende degli ingegneri e dei membri della scuderia statunitense Ford, guidata dal progettista Carroll Shelby e dal suo pilota britannico Ken Miles, ingaggiati da Henry Ford II e Lee Iacocca col compito di costruire una vettura, la Ford GT40, in grado di vincere la 24 ore del 1966 contro l'avversaria Ferrari.
Il film ha ricevuto quattro candidature ai Premi Oscar 2020, tra cui l'Oscar per il miglior film, vincendo nelle categorie tecniche, miglior montaggio e miglior montaggio sonoro.

## Trama
24 Ore di Le Mans, 1959. Carroll Shelby vince la gara alla guida di una Aston Martin ufficiale, ma l'acuirsi di un problema cardiaco congenito lo costringe di lì a breve ad abbandonare la carriera di pilota.
Stati Uniti, 1963. Shelby è diventato un piccolo costruttore di vetture da corsa (le celebri Cobra) e con la sua squadra partecipa al campionato nazionale SCCA. Tra i suoi piloti c'è Ken Miles, dall'indole per nulla diplomatica ma molto competente in fatto di vetture grazie anche all'attività di meccanico nella sua piccola officina. Durante i preparativi per una gara a Willow Springs, è proprio il caratteraccio di Miles a compromettere un possibile accordo con la Porsche. Da qui nasce un alterco tra Shelby e Miles, che si conclude quando Ken, tentando di colpire Carroll con una chiave inglese, danneggia il parabrezza della macchina che dovrà guidare. Ciononostante, durante la gara Miles sfodera tutto il suo talento e conquista la vittoria, con grande soddisfazione di Shelby che decide di incorniciare la chiave come portafortuna.
Nel frattempo, a Detroit, la Ford Motor Company è in crisi di vendite e Henry Ford II chiede ai suoi dipendenti di non ripresentarsi al lavoro se non con un'idea vincente. Il giovane manager Lee Iacocca, sfidando lo scetticismo generale, suggerisce di scendere in pista per vincere la prestigiosa 24 Ore di Le Mans, la corsa più famosa al mondo, in modo da rilanciare l'immagine del marchio; ma ci sarà da fare i conti con l'apparentemente invincibile Ferrari. La prima idea è quella di rilevare la Casa italiana, che è in difficoltà economica, e l'accordo sembra quasi raggiunto ma, al momento della firma, l'ingegner Ferrari capisce che tutta la sua attività sportiva dipenderebbe dall'approvazione dei vertici Ford, quindi cambia idea e caccia da Maranello i dirigenti americani insultando sia loro che il presidente.
Saputo del cattivo esito, e delle ingiurie, Henry Ford reagisce ordinando ai suoi collaboratori di trovare i migliori ingegneri, meccanici e piloti, per costruire un'auto che batta la Ferrari e vinca a Le Mans. Iacocca propone a Carroll Shelby l'incarico di coordinare il progetto: egli accetta a patto di lavorare in autonomia, cosa che irrita i dirigenti Ford, a partire dal vicepresidente Leo Beebe che lo ostacolerà non poco.
La base di partenza è il prototipo della nuovissima Ford GT40, arrivata dal reparto corse Ford in Inghilterra e sofferente di diversi problemi di guida. Per trasformarla in un'auto capace di competere a Le Mans, Shelby ingaggia nuovamente il fidato Ken Miles: grazie alla sua abilità di collaudatore e ai metodi del team di meccanici di Shelby, la macchina prende via via forma; ma Leo Beebe non vuole Miles come pilota e lo fa estromettere dalla partecipazione alla 24 Ore di Le Mans 1964. Tuttavia, la gara vede ancora vincitrice la Ferrari: tutte le GT40 si devono ritirare per problemi di affidabilità. Ford è tentato di licenziare Shelby, ma questi gli fa notare che l'approccio burocratico e piramidale della sua azienda non funziona nelle corse d'auto e che, nonostante i problemi, le loro vetture hanno mostrato velocità inarrivabili per i rivali. Riesce quindi a farsi riconfermare e a ottenere piena libertà di manovra. Questa però è illusoria poiché poco tempo dopo Beebe si fa nominare responsabile del reparto corse, facendo da filtro tra Shelby e Ford.
Shelby si riconcilia con Miles, ma per averlo come pilota deve necessariamente scavalcare Beebe con uno stratagemma (lo rinchiude in un ufficio); riesce a far salire il presidente sulla GT40 per un giro di prova, e dopo averlo spaventato a morte con le prestazioni della vettura, fa un accordo con lui sul risultato della 24 Ore di Daytona 1966: se Miles riuscirà a vincere la gara, potrà partecipare anche a Le Mans; se perde, Shelby cederà la sua ditta alla Ford. A Daytona però Shelby ha dei rivali in più: Beebe ha allestito una seconda squadra, affidando le GT40 anche al team Holman-Moody che ha una grande esperienza di corse ad alto livello. Nonostante i problemi legati sia alle ingerenze della Ford sia all'auto (il motore è tanto potente che supera i 7.000 giri, ma tale velocità sforza troppo i freni che fondono, e la macchina diventa incontrollabile; Miles ha già rischiato in un incidente durante i test su strada), Miles ottiene la vittoria stracciando l'altra squadra.
Alla 24 Ore di Le Mans 1966, Miles ha un problema alla partenza (la portiera non riesce a chiudersi), ma rimonta; tuttavia la vera problematica di Le Mans (che Shelby ha spiegato a Iacocca al momento dell'ingaggio) non è la velocità, bensì la resistenza, tanto della macchina quanto dell'uomo; nel corso della gara le Ferrari schierate vengono eliminate tutte, compresa la Ferrari 330 P3 ufficiale di Lorenzo Bandini quando questi brucia il motore in un duello con Miles. In pista si succedono incidenti e pericoli; per ovviare ai freni bruciati, Shelby e Miles sfruttano un vuoto nel regolamento che permette di sostituire i pezzi rotti, ma non delinea i limiti dell'operazione, quindi la squadra cambia tutto l'apparato frenante; a nulla valgono le proteste di Ferrari, presente alla corsa. Miles brucia record dopo record, ma Beebe impone a Shelby di farlo rallentare per permettere anche alle altre due GT40 in gara di raggiungerlo e tagliare il traguardo insieme per avere un maggiore impatto pubblicitario; Shelby lascia la decisione finale a Miles, che alla fine rallenta per farsi affiancare dai compagni. Egli giunge sul traguardo per primo, ma sceso dall'auto scopre amaramente che la vittoria viene assegnata alla Ford GT40 di Bruce McLaren poiché partendo più indietro in griglia ha percorso più chilometri.
Beebe sapeva bene queste implicazioni, e Shelby si infuria con lui ma ormai non può più fare nulla. Ken Miles si consola pensando che ha comunque gareggiato a Le Mans e ha colto altre importanti vittorie durante la stagione. Durante i festeggiamenti per la vittoria di McLaren, lo sguardo di Ken si incrocia con quello di Enzo Ferrari, il quale in segno di rispetto si toglie il cappello per lui e gli fa un cenno d'approvazione, ricambiato da Miles. Lui e Carroll si ripromettono di prepararsi ancora meglio per l'edizione dell'anno successivo.
Poco tempo dopo, infatti, Miles e Shelby sono di nuovo al lavoro sul prototipo della nuova GT40, svolgendo collaudi al Circuito di Riverside. Un nuovo guasto ai freni questa volta si rivela fatale e Miles muore sotto gli occhi del figlio Peter e dei membri del team.
Sei mesi dopo, Shelby è ancora sconvolto dalla scomparsa dell'amico-collega. Mentre va a far visita alla vedova, incontra Peter e gli regala la famosa chiave inglese della lite a Willow Springs.
Nei titoli di coda, si legge che Ken Miles fu inserito postumo nella Motorsports Hall of Fame of America nel 2001, mentre la Ford continuerà il suo duello con la Ferrari vincendo le edizioni 1967, 1968 e 1969.

## Produzione
Inizialmente avrebbero dovuto essere scelti come interpreti Tom Cruise e Brad Pitt, con la sceneggiatura affidata a Jason Keller, ma il progetto non andò in porto. Il 5 febbraio 2018 è stato annunciato che James Mangold avrebbe diretto la pellicola. Mangold ha dichiarato di non essere un appassionato di sport motoristici, ma vedeva nella storia un grande potenziale cinematografico.

### Riprese
Le riprese sono iniziate il 30 luglio 2018 e si sono svolte in diverse località della California, a New Orleans, a Atlanta, a Savannah e a Statesboro, così come in Francia a Le Mans. Christian Bale, per entrare completamente nel ruolo di Ken Miles, ha preso lezioni di guida sportiva, seguito dal noto stuntman Robert Nagle alla scuola guida Bondurant High Performance, dove ha conosciuto Bob Bondurant, che con la Shelby Cobra Daytona vinse la classe Gran Turismo nella 24 Ore di Le Mans del 1964. Le vetture del film (Shelby Cobra e Ford GT40) sono repliche costruite dall'americana Superformance di Irvine (California): si tratta di uno dei pochissimi costruttori di vetture replica autorizzati e supportati da Carroll Shelby in persona, che ha fornito i disegni originali delle sue vetture.
Il budget del film è stato di 97,6 milioni di dollari.

## Colonna sonora
Il compositore Marco Beltrami ha confermato in un'intervista che avrebbe lavorato alle musiche del film, avendo già lavorato con Mangold in altre pellicole.

## Promozione
Il 2 giugno 2019 è stato trasmesso il trailer durante la seconda partita delle finali NBA 2019, per poi essere pubblicato online.

## Distribuzione
La pellicola è stata presentata al Telluride Film Festival il 30 agosto 2019 ed al Toronto International Film Festival il 9 settembre. Inizialmente la distribuzione del film negli Stati Uniti, ad opera della 20th Century Fox, era prevista per il 28 giugno 2019, per poi essere posticipata al 15 novembre dello stesso anno. In Italia è stato distribuito il giorno prima.

### Edizione italiana
Il doppiaggio italiano del film è stato effettuato presso la SEDIF con la collaborazione della Time Out Movie e diretto da Massimo Giuliani, anche autore dei dialoghi.

## Accoglienza

### Incassi
Nel weekend d'esordio negli Stati Uniti il film si posiziona al primo posto del botteghino incassando 31 milioni di dollari. In totale ha incassato 225,5 milioni di dollari in tutto il mondo, di cui 117,6 negli Stati Uniti.

### Critica
Sull'aggregatore Rotten Tomatoes il film riceve il 92% delle recensioni professionali positive, con un voto medio di 7,8 su 10 basato su 358 critiche, mentre su Metacritic ottiene un punteggio di 81 su 100 basato su 47 critiche.

## Riconoscimenti
- 2020 - Premi Oscar[18][19]
  - Miglior montaggio a Andrew Buckland e Michael McCusker
  - Miglior montaggio sonoro a Donald Sylvester
  - Candidatura per il miglior film
  - Candidatura per il miglior sonoro a David Giammarco, Paul Massey e Steven A. Morrow
- 2020 - Golden Globe[20]
  - Candidatura per il miglior attore in un film drammatico a Christian Bale
- 2020 - Premi BAFTA[21]
  - Migliore montaggio ad Andrew Buckland e Michael McCusker
  - Candidatura per la migliore fotografia a Phedon Papamichael
  - Candidatura per il miglior sonoro a David Giammarco, Paul Massey, Steven A. Morrow e Donald Sylvester
- 2019 - National Board of Review Awards[22]
  - Migliori dieci film dell'anno
- 2019 - San Diego Film Critics Society Awards[23]
  - Candidatura per il miglior attore a Christian Bale
  - Candidatura per la miglior fotografia a Phedon Papamichael
  - Candidatura per il miglior montaggio a Andrew Buckland e Michael McCusker
- 2019 - Satellite Award[24][25]
  - Miglior film drammatico
  - Miglior regista a James Mangold
  - Miglior attore in un film drammatico a Christian Bale
  - Miglior montaggio a Andrew Buckland e Michael McCusker
  - Miglior sonoro a Donald Sylvester, Paul Massey, David Giammarco e Steven A. Morrow
  - Candidatura per la migliore sceneggiatura originale a Jez Butterworth, John-Henry Butterworth e Jason Keller
  - Candidatura per la miglior fotografia a Phedon Papamichael
  - Candidatura per la migliore colonna sonora originale a Marco Beltrami e Buck Sanders
  - Candidatura per i migliori effetti visivi a Olivier Dumont, Mark Byers e Kathy Segal
  - Candidatura per la miglior scenografia a François Audouy e Peter Lando
- 2020 - Critics' Choice Awards[26]
  - Candidatura per il miglior film
  - Candidatura per la miglior fotografia a Phedon Papamichael
  - Candidatura per il miglior montaggio a Andrew Buckland e Michael McCusker
  - Candidatura per i migliori effetti speciali
  - Candidatura per il miglior film d'azione
- 2020 - Screen Actors Guild Awards[27]
  - Candidatura per il miglior attore cinematografico a Christian Bale
  - Candidatura per le migliori controfigure cinematografiche